# James Erwin Böhlke
James Erwin Böhlke (1930 – 1982) è stato un ittiologo statunitense.

## Biografia
È stato il curatore del Dipartimento di Ittiologia all'Accademia di scienze naturali di Filadelfia (oggi Accademia di scienze naturali della Drexel University) dal 1954 al 1982.
Pubblicò oltre 120 saggi su vari gruppi di pesci, principalmente nella sua area di competenza, i pesci delle Bahamas, dei Caraibi e del Sud America.
Anche sua moglie Eugenia Brandt Böhlke (1928–2001) fu una nota ittiologa.